# Смиљево
Смиљево (мкд. Смилево) је насеље у Северној Македонији, у југозападном делу државе. Смиљево припада општини Демир Хисар.

## Географија
Насеље Смиљево је смештено у југозападном делу Северне Македоније. Од најближег већег града, Битоља, насеље је удаљено 45 km северно.
Смиљево се налази у јужном делу области Демир Хисар. Насеље је положено у горњем делу тока Црне реке. Насеље се сместило у невеликој долини између планина, Бигле на југу и Плакенске планине на северу и западу. Надморска висина насеља је приближно 930 метара.
Клима у насељу је планинска због знатне надморске висине.

## Историја
У месту се између 1868-1874. године јавља српска народна школа.

## Становништво
По попису становништва из 2002. године Смиљево је имало 321 становника.
Претежно становништво у насељу су етнички Македонци (100%).
Већинска вероисповест у насељу је православље.